# Distrikt Buldibuyo
Der Distrikt Buldibuyo liegt in der Provinz Pataz in der Region La Libertad im Westen von Peru. Der Distrikt besitzt eine Fläche von 230 km². Beim Zensus 2017 wurden 4079 Einwohner gezählt. Im Jahr 1993 lag die Einwohnerzahl bei 3835, im Jahr 2007 bei 3836. Die Distriktverwaltung befindet sich in der 3162 m hoch gelegenen Ortschaft Buldibuyo mit 1108 Einwohnern (Stand 2017). Buldibuyo liegt 20 km nordnordwestlich der Provinzhauptstadt Tayabamba.

## Geographische Lage
Der Distrikt Buldibuyo liegt an der Westflanke der peruanischen Zentralkordillere zentral in der Provinz Pataz. Entlang der östlichen und nördlichen Distriktgrenze verläuft die Wasserscheide zum weiter östlich gelegenen Einzugsgebiet des Río Huallaga. Im Süden wird der Distrikt durch den Río Cajas begrenzt. Dieser entwässert das Areal nach Südwesten zum Río Marañón.
Der Distrikt Buldibuyo grenzt im Westen an den Distrikt Chillia, im Nordwesten an den Distrikt Parcoy, im Nordosten an den Distrikt Huicungo (Provinz Mariscal Cáceres), im Osten an den Distrikt Ongón, im Südosten an den Distrikt Huaylillas sowie im Süden an die Distrikte Tayabamba und Taurija.